# دياجنوسيز: موردر
دياجنوسيز: موردر (بالإنجليزية: Diagnosis: Murder)‏ هو مسلسل جريمة تم إنتاجه في الولايات المتحدة. بدأ عرضه في سنة 1993 على سي بي إس. بلغ عدد مواسم المسلسل 8 مواسم، بلغ عدد حلقاته 178 حلقة، وتبلغ مدة الحلقة الواحدة 45 دقيقة. المسلسل من تأليف جويس بورديت، تم بث المسلسل لأول مرة بتاريخ 29 أكتوبر 1993 بينما تم بث آخر حلقة منه بتاريخ 11 مايو 2001 بعد أن استمر لقرابة 8 أعوام. من بطولة ديك فان دايك وباري فان دايك.

## روابط خارجية
- دياجنوسيز: موردر على موقع IMDb (الإنجليزية)
- دياجنوسيز: موردر على موقع ميتاكريتيك (الإنجليزية)
- دياجنوسيز: موردر على موقع روتن توميتوز (الإنجليزية)
- دياجنوسيز: موردر على موقع كينوبويسك (الروسية)
- دياجنوسيز: موردر على موقع ألو سيني (الفرنسية)
- دياجنوسيز: موردر على موقع قاعدة بيانات الفيلم (الإنجليزية)